# Molosses d'Asnières 2023
Questa voce raccoglie le informazioni riguardanti i Molosses d'Asnières nelle competizioni ufficiali della stagione 2023.

## Division Élite 2023

### Stagione regolare
| 4 febbraio 2023, ore 20:00 1ª giornata | Molosses d'Asnières | 14 – 26 referto | Flash de La Courneuve | \| Arbitro: \| Hunkeler \| |
| Arbitro:                               | Hunkeler            |                 |                       |                            |

| 18 febbraio 2023, ore 19:00 2ª giornata | Spartiates d'Amiens | 33 – 44 referto | Molosses d'Asnières | \| Arbitro: \| Robillard \| |
| Arbitro:                                | Robillard           |                 |                     |                             |

| 25 febbraio 2023, ore 20:00 3ª giornata | Molosses d'Asnières | 6 – 35 referto | Black Panthers de Thonon | \| Arbitro: \| Hunkeler \| |
| Arbitro:                                | Hunkeler            |                |                          |                            |

| 12 marzo 2023, ore 14:00 4ª giornata | Cougars de Saint-Ouen-l'Aumône | 6 – 7 referto | Molosses d'Asnières | \| Arbitro: \| Perez-Canto \| |
| Arbitro:                             | Perez-Canto                    |               |                     |                               |

| 18 marzo 2023, ore 20:00 5ª giornata | Molosses d'Asnières | 10 – 7 referto | Pionniers de Touraine | \| Arbitro: \| Lejeune \| |
| Arbitro:                             | Lejeune             |                |                       |                           |

| 1º aprile 2023, ore 20:00 6ª giornata | Flash de La Courneuve | 27 – 9 referto | Molosses d'Asnières | \| Arbitro: \| Perez-Canto \| |
| Arbitro:                              | Perez-Canto           |                |                     |                               |

| 8 aprile 2023, ore 20:00 7ª giornata | Molosses d'Asnières | 31 – 14 referto | Spartiates d'Amiens | \| Arbitro: \| Perez-Canto \| |
| Arbitro:                             | Perez-Canto         |                 |                     |                               |

| 22 aprile 2023, ore 19:00 8ª giornata | Black Panthers de Thonon | 42 – 13 referto | Molosses d'Asnières | \| Arbitro: \| Frossard \| |
| Arbitro:                              | Frossard                 |                 |                     |                            |

| 6 maggio 2023, ore 20:00 9ª giornata | Molosses d'Asnières | 16 – 16 referto | Cougars de Saint-Ouen-l'Aumône | \| Arbitro: \| Hunkeler \| |
| Arbitro:                             | Hunkeler            |                 |                                |                            |

| 20 maggio 2023, ore 19:00 10ª giornata | Pionniers de Touraine | 34 – 24 referto | Molosses d'Asnières | \| Arbitro: \| Gautier \| |
| Arbitro:                               | Gautier               |                 |                     |                           |

## Statistiche di squadra
| Competizione | %Vittorie | In casa | In casa | In casa | In casa | In casa | In casa | In trasferta | In trasferta | In trasferta | In trasferta | In trasferta | In trasferta | Totale | Totale | Totale | Totale | Totale | Totale |
| Competizione | %Vittorie | G       | V       | N       | P       | Pf      | Ps      | G            | V            | N            | P            | Pf           | Ps           | G      | V      | N      | P      | Pf     | Ps     |
| ------------ | --------- | ------- | ------- | ------- | ------- | ------- | ------- | ------------ | ------------ | ------------ | ------------ | ------------ | ------------ | ------ | ------ | ------ | ------ | ------ | ------ |
| Campionato   | .450      | 5       | 2       | 1       | 2       | 77      | 98      | 5            | 2            | 0            | 3            | 97           | 142          | 10     | 4      | 1      | 5      | 174    | 240    |
| Totale       | .450      | 5       | 2       | 1       | 2       | 77      | 98      | 5            | 2            | 0            | 3            | 97           | 142          | 10     | 4      | 1      | 5      | 174    | 240    |